# Philippinenwürger
Der Philippinenwürger (Lanius validirostris) ist ein Singvogel aus der Gattung Lanius in der Familie der Würger (Laniidae). Der mittelgroße, stark kontrastierend grau, braun und orangebraun, schwarz sowie weiß gefärbte Würger ist in je einer Unterart auf den beiden Hauptinseln der Philippinen, Luzon und Mindanao, sowie auf Mindoro endemisch. Die Art, zu deren Biologie nur wenige Details bekannt sind, kommt in den Randgebieten tropischer Eichen-Pinien-Mischwälder und in offenen Sekundärwäldern in Höhen über 1000 Metern vor.
Philippinenwürger sind Standvögel; wahrscheinlich streifen sie außerbrutzeitlich kleinräumig umher. Sie ernähren sich vor allem von Insekten, insbesondere von Käfern.
Der Philippinenwürger zählt zum Artenkreis um Schachwürger und Tibetwürger. Besonders mit Letzterem teilt er viele morphologische und einige verhaltensbiologische Merkmale.
Das Typusexemplar stammt aus den Bergwäldern des nördlichen Luzon. Der wissenschaftliche Artname setzt sich aus dem lateinischen Adjektiv validus (= stark, kräftig) und dem lateinischen Substantiv rostrum (= Schnabel) zusammen, bedeutet also dickschnabelig, ein Merkmal, das auch in einem englischen Trivialnamen Strong-billed Shrike zum Ausdruck kommt.
In Anbetracht des begrenzten Lebensraumes und dessen anhaltender Gefährdung listet die IUCN die Art in der Vorwarnstufe NT = near threatened.

## Aussehen
Der Philippinenwürger ist mit 21–22 Zentimetern Körperlänge ein mittelgroßer Würger. Er ist damit etwas kleiner als der Tibetwürger, sein wahrscheinlich nächster Verwandter. Von ihm unterscheidet er sich bei ansonsten weitgehend identischer Farbverteilung vor allem durch die etwas mattere Gefiederfärbung und durch das Fehlen von weißen Flügelabzeichen. Der Schnabel ist im Verhältnis zur etwas geringeren Körpergröße mächtiger. Das Gewicht schwankt zwischen 34 und 45 Gramm, doch sind diese Angaben wenig repräsentativ. Es besteht kein Färbungsdimorphismus. Weibchen scheinen im Durchschnitt geringfügig kleiner als Männchen zu sein. Die auf Luzon vorkommende Unterart L. v. validirostris stellt die größten Vertreter der Art, die Philippinenwürger der vergleichsweise kleinen Insel Mindoro (L. v. tertius) sind die kleinsten.
Kopf, Nacken, Schultern, Mantel und Rücken sind einheitlich und ungezeichnet dunkel schiefergrau, wobei die Farbintensität individuell und zwischen den Unterarten variiert. Am unteren Rücken können schwärzlich-braune Farbtöne vorherrschen. Die würgertypische schwarze Maske ist über dem Schnabelansatz sehr schmal und verläuft – sich verbreiternd – über die Augen bis über die Ohrdecken hinaus. Zum Scheitel hin ist sie oft fein weiß gerandet. Die oberen Flügeldecken sowie die Schwingen sind schwarzbraun. Eine bräunliche Federrandung, die beim Tibetwürger oft auffällig ist, fehlt; ebenso fehlen Weißzeichnungen am langen, leicht gestuften, schwarzbraunen Schwanz und an den Flügeln. Die gesamte Unterseite ist bis auf den schwärzlich-braunen Bürzel und die rötlich-braunen Unterschwanzdecken matt weiß. Die Flanken sind verwaschen orangebraun. Der mächtige Schnabel ist schwarz, die Beine schwärzlich. Die Iris ist dunkelbraun. Weibchen sind gleich gefärbt, häufig sind jedoch an den Flanken (insbesondere bei jungen Individuen) leichte dunkle Wellungen erkennbar. Jungvögel sind auf der Oberseite auf dunkelbraunem Grund unterschiedlich deutlich dunkel gewellt, die Gesichtsmaske ist nur im Bereich der Ohrdecken als dunkler Fleck erkennbar. Die Unterseite ist eher hellgrau und deutlich gewellt.
Angaben zu Art und Phänologie der Mauser sind nicht verfügbar.

## Lautäußerungen
Der Gesang der Art ähnelt dem mancher Grasmücken. Er ist ein eher leises Trällern, durchsetzt mit schrillen Pfiffen und harschen, gepressten Tönen. Er soll dem des Büffelkopfwürgers sehr ähnlich sein. Der Alarmruf ist ein krächzendes, gereihtes Chrrr...chrrr und ein scharfes, mehrfach gereihtes Tz(j)ǝk...tz(j)ǝk...tz(j)ǝk. Vor allem letzteres entspricht dem Alarmruf des Tibetwürgers.

## Verbreitung und Lebensraum

Bekannte Verbreitungsgebiete (rot) des Philippinenwürgers.
Die Art ist schlecht erforscht. Weitere Vorkommen in geeigneten Habitaten sind möglich.

Die bekannten Vorkommen liegen auf den beiden Hauptinseln der Philippinen Luzon und Mindanao, sowie auf der südlich von Luzon gelegenen, wesentlich kleineren Insel Mindoro. Ob die Art auch auf anderen Inseln vorgekommen ist oder vorkommt, beziehungsweise ob sie auf den genannten Inseln auch in anderen geeigneten Habitaten vertreten ist, ist nicht bekannt. Insbesondere auf den Eastern Visayas werden weitere Brutvorkommen vermutet.

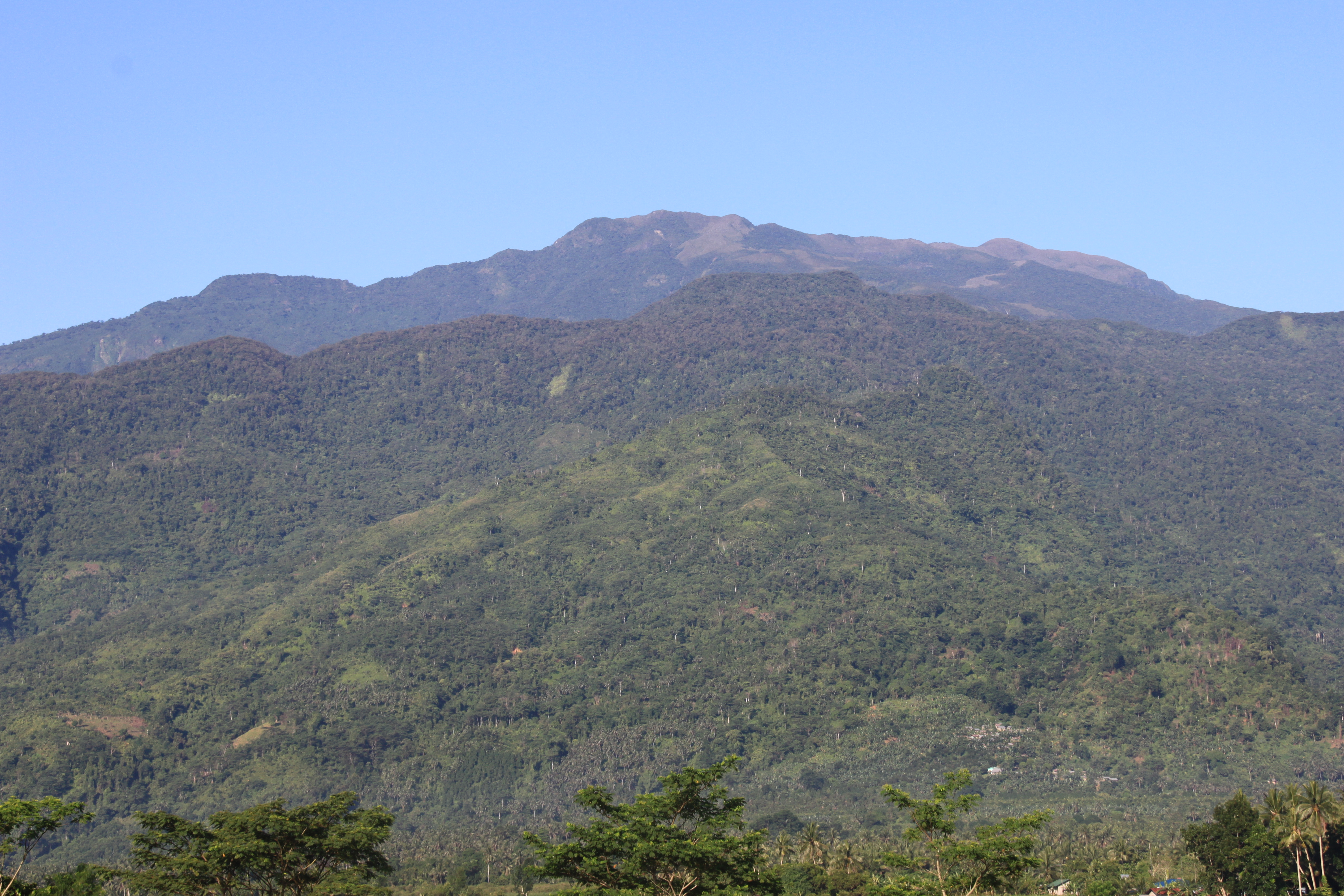
Offene Bergwälder wie hier am Mt. Halcon auf Mindoro sind der Lebensraum von L. v. tertius, der kleinsten Unterart des Philippinenwürgers.

Auf Luzon ist die Nominatform in der Zentralen Bergkette und in der Sierra Madre nachgewiesen, auf Mindoro liegen die Verbreitungsgebiete von L. v. tertius im Nord- und Zentralteil des Bergzuges, der die Inseln von Norden nach Süden durchzieht, mit dem Mount Halcon als höchstem Berg. Die Vorkommen von L. v. hachisuka liegen im Mount-Malindang-Nationalpark, im Bergland von Misamis Oriental, im Gebiet des Kitanglads, sowie am und um den Mt. Apo.
In diesen Bereichen bewohnt die Art bevorzugt Randzonen von ursprünglichen, lichten Eichen-Pinien-Mischwäldern und von Sekundärwäldern, natürliche und durch Holzeinschlag entstandene Lichtungen sowie buschbestandenes Grasland im Umfeld dieser Bergzonen. Das Innere dichterer Wälder meidet sie. Unter 1200 (1000) Metern ist der Philippinenwürger als Brutvogel nicht vertreten, die höchsten Brutnachweise stammen aus Höhen um 2400 Metern.
Außer dem Philippinenwürger kommt auf der Inselgruppe mit der Unterart L. s. nasutus des Schachwürgers nur noch eine Würgerart vor. Ihre Verbreitung ist von der des Philippinenwürgers deutlich getrennt: Schachwürger besiedeln locker baum- oder buschbestandenes Grasland in den Ebenen und der Hügelstufe.

## Biologische Details
Zur Biologie der Art sind nur wenige Angaben verfügbar. Ihre Aussagekraft muss kritisch betrachtet werden, da ihnen nur eine geringe Anzahl von Beobachtungen zugrunde liegt.
Philippinenwürger sind Standvögel. Vertikale Wanderungen und außerbrutzeitliches Umherstreifen werden vermutet. Die Art lebt in Paaren und führt anscheinend eine monogame Dauerpartnerschaft.
Philippinenwürger sind, wie die meisten anderen Würgerarten auch, Ansitzjäger. Sie beobachten von einer exponierten Sitzwarte aus in ähnlich aufrechter Position wie der Tibetwürger die Umgebung; entdecken sie ein Beutetier, gleiten sie vom Ansitz und schlagen es am Boden. Die Nahrung besteht offenbar mehrheitlich oder ausschließlich aus Insekten, vornehmlich mittelgroßen und großen Käfern. Der besonders mächtige Schnabel könnte eine Anpassung an diese Nahrung sein. Möglicherweise jagen Philippinenwürger gelegentlich auch am Boden.
Wahrscheinlich ist die Art zumindest während der Brutzeit territorial. Über Nestbau, Art des Nestes, über Gelege und Gelegegröße, sowie über Dauer der Brut bestehen keine Angaben. Im Februar gesammelte Individuen wiesen deutlich vergrößerte Gonaden auf. Fütternde Philippinenwürger wurden Mitte Mai beobachtet.

## Systematik
Die systematische Stellung der Art innerhalb von Lanius ist nicht restlos geklärt. Es wird vermutet, dass der Tibetwürger die Schwesterart des Philippinenwürgers ist, und der Schachwürger in die allernächste Verwandtschaft zu stellen ist. Die Differenzierung in drei Unterarten weist auf eine sehr frühe Besiedelung der Inselgruppe hin. Der Schachwürger, der ebenfalls auf den Philippinen vorkommt, ist nur in einer Unterart vertreten, scheint die Inselgruppe also später erreicht zu haben.
Es werden drei Unterarten beschrieben. Eine wenig differenzierte, vierte Unterart, L. v. quartus Rand & Rabor 1957  vom Malindang, Mindanao wird nicht mehr anerkannt und zu L. v. hachisuka gestellt.
- Lanius v. validirostris Ogilvie-Grant, 1894: Luzon. Oben beschrieben; größte Unterart.

- Lanius v. hachisuka Ripley, 1949: Mindanao. In der Größe zwischen der Nominatform und L. v. tertius. Weiß an der Unterseite stark reduziert. Flanken intensiv rostbraun.

- Lanius v. tertius Finn Salomonsen, 1953: Mindoro. Kleinste Unterart. Unterseite fast zur Gänze verwaschen rötlich-braun.

## Bestandssituation
Sowohl die Bestandssituation als auch die Populationsdynamik sind weitgehend unklar. Auf Grund des relativ kleinen Verbreitungsgebietes, des fragmentierten Vorkommens und der Gefahr des Habitatsverlustes infolge von Abholzung, wurde die Art 1994 in die Vorwarnstufe NT (=near threatened) gestellt. Diese Einstufung wurde 2012 bestätigt. Im Gegensatz zu dieser eher pessimistischen Einstufung, haben etwas intensivere Nachforschungen in letzter Zeit gezeigt, dass der Philippinenwürger in geeigneten Habitaten nicht selten ist, und dass die Bergwälder zur Zeit vor menschlichen Eingriffen relativ sicher sind.